# ایگالی (داغستان)
ایگالی (به لاتین: Igali) یک منطقهٔ مسکونی در روسیه است که در داغستان واقع شده‌است.